# Christian Burgess
Christian Burgess (Barking, 7 oktober 1991) is een Engels voetballer die sinds 2020 uitkomt voor Union Sint-Gillis.

## Carrière
Burgess genoot zijn jeugdopleiding bij Arsenal FC en Bishop's Stortford FC. Toen hij geschiedenis studeerde aan de Universiteit van Birmingham kon hij via een trainer van het universiteitsteam een testperiode versieren bij Middlesbrough FC. Burgess maakte indruk en ondertekende in juli 2012 een contract voor twee seizoenen bij de club. Hij speelde er uiteindelijk slechts één officiële wedstrijd: in het seizoen 2012/13 mocht hij op de slotspeeldag van de Championship starten tegen Sheffield Wednesday.
In augustus 2013 leende Middlesbrough hem voor één seizoen uit aan vierdeklasser Hartlepool United. Daar groeide hij meteen uit tot een vaste waarde. In augustus 2014 leende Middlesbrough hem een tweede keer uit, ditmaal voor een maand aan derdeklasser Peterborough United. Amper twee dagen na zijn uitleenbeurt nam de club hem ook definitief over van Middlesbrough.
Van 2015 tot 2020 droeg Burgess de kleuren van Portsmouth FC. Hij speelde met de voormalige Premier League-club eerst twee seizoenen in de League Two, en na de promotie in 2017 drie seizoenen in de League One. Na afloop van het seizoen 2019/20 werd hij verkozen tot Speler van het Jaar.
In de zomer van 2020 ging hij zijn eerste buitenlandse avontuur aan: Burgess ondertekende een contract voor drie jaar (met optie op een extra jaar) bij de Belgische tweedeklasser Union Sint-Gillis. Daar moest hij het vertrek van Pietro Perdichizzi naar KVC Westerlo opvangen. Burgess groeide meteen uit tot een vaste waarde in de verdediging van Union, dat op het einde van het seizoen de minst gepasseerde defensie van de reeks had. Op 14 februari 2021 scoorde hij zijn eerste doelpunt voor Union in de 3-1-zege tegen Club NXT. Een kleine maand later werd hij met de club kampioen in Eerste klasse B, waardoor de club voor het eerst in 48 jaar weer naar Eerste klasse mocht.

## Clubstatistieken
| Seizoen     | Club                | Competitie       | Competitie | Competitie | Competitie | Beker | Beker | Beker | Internationaal | Internationaal | Internationaal | Totaal | Totaal | Totaal |
| Seizoen     | Club                | Competitie       | Wed.       | Dlp.       | Ass.       | Wed.  | Dlp.  | Ass.  | Wed.           | Dlp.           | Ass.           | Wed.   | Dlp.   | Ass.   |
| ----------- | ------------------- | ---------------- | ---------- | ---------- | ---------- | ----- | ----- | ----- | -------------- | -------------- | -------------- | ------ | ------ | ------ |
| 2012/13     | Middlesbrough       | EFL Championship | 1          | 0          | 0          | 0     | 0     | 0     | —              | —              | —              | 1      | 0      | 0      |
| Club Totaal | Club Totaal         | Club Totaal      | 1          | 0          | 0          | 0     | 0     | 0     | 0              | 0              | 0              | 1      | 0      | 0      |
| 2013/14     | → Hartlepool United | EFL League Two   | 41         | 0          | 0          | 5     | 1     | 0     | —              | —              | —              | 46     | 1      | 0      |
| Club Totaal | Club Totaal         | Club Totaal      | 41         | 0          | 0          | 5     | 1     | 0     | 0              | 0              | 0              | 46     | 1      | 0      |
| 2014/15     | Peterborough United | EFL League One   | 30         | 3          | 0          | 3     | 2     | 0     | —              | —              | —              | 33     | 5      | 0      |
| Club Totaal | Club Totaal         | Club Totaal      | 30         | 3          | 0          | 3     | 2     | 0     | 0              | 0              | 0              | 33     | 5      | 0      |
| 2015/16     | Portsmouth FC       | EFL League Two   | 39         | 2          | 1          | 4     | 0     | 0     | —              | —              | —              | 43     | 2      | 1      |
| 2016/17     | Portsmouth FC       | EFL League Two   | 44         | 4          | 2          | 1     | 0     | 0     | —              | —              | —              | 45     | 4      | 2      |
| 2017/18     | Portsmouth FC       | EFL League One   | 35         | 0          | 3          | 4     | 0     | 0     | —              | —              | —              | 39     | 0      | 3      |
| 2018/19     | Portsmouth FC       | EFL League One   | 27         | 1          | 0          | 11    | 1     | 0     | —              | —              | —              | 38     | 2      | 0      |
| 2019/20     | Portsmouth FC       | EFL League One   | 34         | 3          | 0          | 11    | 1     | 2     | —              | —              | —              | 45     | 4      | 2      |
| Club Totaal | Club Totaal         | Club Totaal      | 179        | 10         | 6          | 31    | 2     | 2     | 0              | 0              | 0              | 210    | 12     | 8      |
| 2020/21     | Union Sint-Gillis   | Eerste Klasse B  | 27         | 2          | 1          | 3     | 0     | 0     | —              | —              | —              | 30     | 2      | 1      |
| 2021/22     | Union Sint-Gillis   | Eerste Klasse A  | 34         | 4          | 0          | 2     | 1     | 0     | —              | —              | —              | 36     | 5      | 0      |
| 2022/23     | Union Sint-Gillis   | Eerste Klasse A  | 37         | 5          | 0          | 4     | 0     | 0     | 12             | 1              | 1              | 53     | 6      | 1      |
| 2023/24     | Union Sint-Gillis   | Eerste Klasse A  | 37         | 1          | 0          | 4     | 0     | 0     | 11             | 1              | 0              | 52     | 2      | 0      |
| Club Totaal | Club Totaal         | Club Totaal      | 135        | 12         | 1          | 13    | 1     | 0     | 23             | 2              | 1              | 171    | 15     | 2      |
| TOTAAL      | TOTAAL              | TOTAAL           | 386        | 25         | 7          | 52    | 6     | 2     | 23             | 2              | 1              | 461    | 33     | 10     |

## Erelijst
| Beker van België         | 1× | 2023/24 |
| Kampioen Eerste Klasse B | 1x | 2020/21 |